# Eastern Kentucky Coalfield

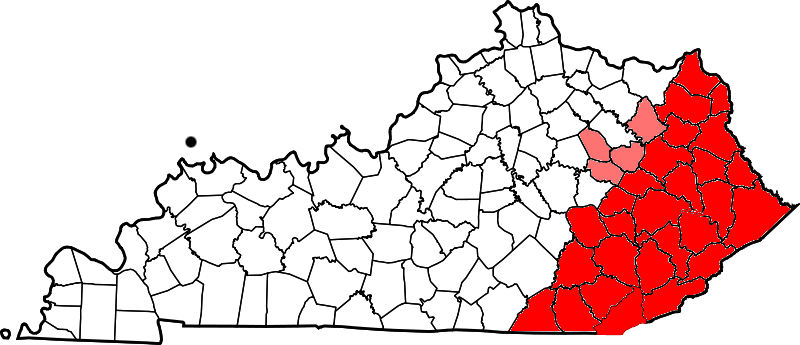
Comtés du Kentucky où se situe l'Eastern Kentucky Coalfield.

L'Eastern Kentucky Coalfield (littéralement « Bassin houiller de l'est du Kentucky ») désigne le bassin houiller de la partie est de l'État américain du Kentucky. Il fait partie du bassin houiller bitumineux des Appalaches centrales, plus larges et répartis administrativement sur plusieurs États.
Au Kentucky, il couvre une zone allant des monts Allegheny à l'est à travers le plateau de Cumberland jusqu'à l'escarpement de Pottsville (en) à l'ouest.
La région est donc connue pour ses mines de charbon.